# Jean-Louis Pindy
Jean-Louis Pindy (Brest, 03 de junho de 1840; La Chaux-de-Fonds, Suíça, 24 de junho de 1917) foi uma personalidade anarquista de destaque da Comuna de Paris.
Jean-Louis foi membro da Associação Internacional dos Trabalhadores. Ele participou dos congressos da  AIT em Bruxelas em 1868 e o de Basileia no ano seguinte. Mudou-se para Paris por volta de 1867. Em julho de 1870, por suas atividades políticas e sindicais foi condenado a um ano de prisão, sendo porém libertado em setembro devido a queda do  regime monárquico bonapartista e a proclamação da República.
Em 26 de março de 1871 foi eleito para a Câmara Municipal pelo terceiro arrondissement e em 31 de março ele foi nomeado governador da Câmara Municipal de Paris (a sede do Conselho da Comuna). Em 24 de maio, nos estágios finais da batalha contra tropas sob o comando de Louis Adolphe Thiers, ele deu a ordem para queimar a prefeitura. Ele conseguiu viver escondido em Paris até março de 1872, refugiando-se posteriormente na Suíça. Ele foi condenado à morte à revelia em janeiro de 1873. Na Suíça ele foi um membro ativo da Federação do Jura de tendências Bakuninista.

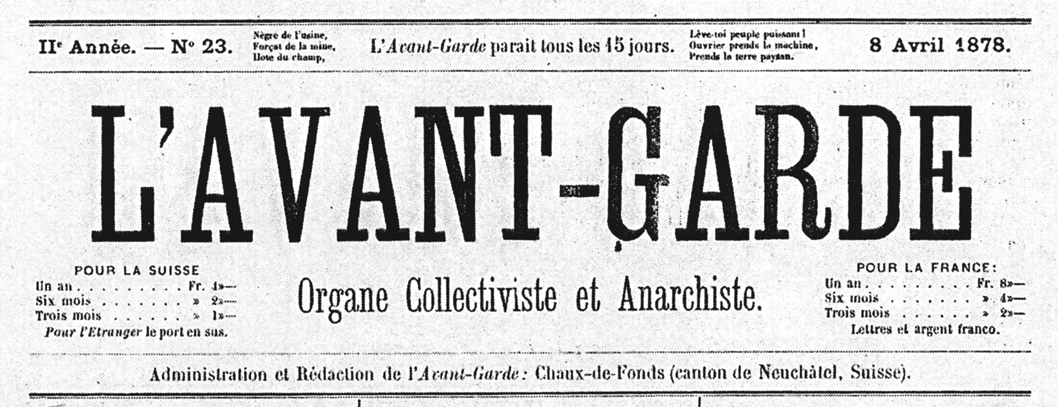
L'Avant-Garde, 8 de abril de 1878.

Em 1877 ele criou em colaboração com Piotr Kropotkin e Paul Brousse, o jornal L'Avant-Garde, porta voz da Federação Francesa da Associação Internacional dos Trabalhadores antes de se tornar, a partir de abril 1878, coletivista e anarquista.